# Stem (ski)
Pour les articles homonymes, voir STEM.
Le stem (ou stemm, ou stemme) est une technique de virage à ski intermédiaire, à mi-chemin entre le chasse-neige (débutant) et le virage parallèle (perfectionnement).

## Formes de stem
Il existe deux formes de virage stem :
- le stem amont : après une ouverture des skis en chasse-neige, le skieur transfère le poids du corps sur le ski amont (ski du haut) qui est ramené en fin de virage parallèlement au ski aval.
- le stem aval : le skieur effectue une prise de carre sur le ski aval (ski du bas) qui est ensuite ramené en fin de virage parallèlement au futur ski aval.

Ensuite, les skis sont gardés parallèles jusqu'au virage suivant.

## En pratique
Le stem entre dans la composition du virage Stem-Christiania. 
Il existe une godille dite « stemmée » qui est une succession de virages stem aval serrés. C'est une technique très efficace employée par les skieurs expérimentés notamment dans le ski de pente raide et plus généralement pour contrôler la vitesse face à la pente.